# Arquitetura de Barcelona
A arquitectura de Barcelona tem tido uma evolução paralela à do resto da arquitectura catalã e espanhola, e tem seguido de forma diversa as múltiplas tendências que se foram produzindo no contexto da história da arte ocidental. Ao longo de sua história, Barcelona tem acolhido diversas culturas e civilizações que têm contribuído seu conceito da arte e têm deixado seu legado para a posteridade, desde os primeiros povoadores iberos, passando pelos colonizadores romanos, os visigodos e por um breve período islâmico, até o surgimento na Idade Média da arte, da língua e da cultura catalã, com uma primeira época de esplendor para a arte catalã, em que o românico e o gótico foram períodos muito frutíferos para o desenvolvimento artístico da região. 
Durante a Idade Moderna, época em que a Cidade Condal se vinculou à Monarquia Hispânica, os principais estilos foram o Renascimento e o Barroco, desenvolvidos a partir das propostas provenientes dos países difusores destes estilos, principalmente Itália e França. Estes estilos foram aplicados com diversas variantes locais, apesar de alguns autores afirmarem que não foi um período especialmente esplendoroso em termos artísticos da cidade; contudo a qualidade das obras esteve de acordo com a do conjunto do estado, enquanto em quantidade foi um período bastante produtivo, ainda que a maior parte das realizações não tenha chegado à actualidade.

O século XIX implicou uma verdadeira revitalização económica e cultural, que se traduziu num dos períodos mais frutíferos na arquitectura da cidade, o modernismo. Cabe remarcar que até o século XIX a cidade estava confinada pelas suas muralhas de origem medieval, ao ter a consideração de praça militar, pelo que o seu crescimento estava limitado. A situação mudou com o derrubo das muralhas e a doação à cidade da Fortaleza da Cidadela, o que propiciou a expansão da cidade pela planície contígua, facto que se traduziu no projecto de Alargue elaborado por Ildefonso Cerdà, que supôs a maior ampliação territorial de Barcelona. Outro aumento significativo da superfície da capital catalã foi a anexação de vários municípios limítrofes entre finais do século XIX e princípios do XX. Tudo isso supôs a adequação dos novos espaços urbanos e um aumento dos encargos artísticos municipais nas vias públicas, que foram favorecidos igualmente por diversos eventos celebrados na cidade, como a Exposição Universal de 1888 e a Internacional de 1929 ou, mais recentemente, pelos Jogos Olímpicos de 1992 e o Fórum Universal das Culturas de 2004.

Distritos de Barcelona.

O século XX trouxe luz aos diversos estilos produzidos pelos arquitectos barceloneses, que ligaram com as correntes internacionais e puseram a cidade em primeira linha da vanguarda. O desenvolvimento arquitectónico nestes últimos anos e a aposta pelo desenho e a inovação, bem como a vinculação do urbanismo com os valores ecológicos e a sustentabilidade, têm convertido a capital catalã numa das cidades europeias mais avançadas no terreno arquitectónico, facto que tem sido reconhecido com numerosos prémios e distinções, como a Medalha de Ouro do Real Instituto de Arquitectos Britânicos (BEIRA) em 1999 e o prémio da Bienal de Veneza em 2002.
O património arquitectónico da cidade goza de uma especial protecção em virtude da Lei 9/1993 do Património Cultural Catalão, que garante a protecção, conservação, investigação e difusão do património cultural, com diversos graus de cobertura: nível A (Bem Cultural de Interesse Nacional), nível B (Bem Cultural de Interesse Local), nível C (Bem de Interesse Urbanístico) e nível D (Bem de Interesse Documentário).